# Straka toulavá
Straka toulavá (Dendrocitta vagabunda), známá také pod názvy strakule hnědá či strakule stěhovavá, je asijský druh krkavcovitého ptáka.

## Výskyt
Vyskytuje se v otevřených lesích, na plantážích a v zahradách na území Bangladéše, Bhútánu, Kambodžy, Indie, Laosu, Myanmaru, Nepálu, Pákistánu, Thajska a Vietnamu.

## Popis
Obě pohlaví jsou převážně skořicově hnědá s černou hlavou, hrdlem a hrudí, převážně černo-bílými křídly a dlouhým, svrchu modravě šedým a ze spodní strany černo-bílým ocasem.